# كسوف الشمس 10 أبريل 2089
سيحدث كسوف حلقي للشمس في 10 أبريل 2089. يحدث كسوف الشمس عندما يمر القمر بين الأرض والشمس، وبالتالي يحجب صورة الشمس كليًا أو جزئيًا عن مشاهد على الأرض. يحدث الكسوف الحلقي للشمس عندما يكون القطر الظاهري للقمر أصغر من قطر الشمس، مما يحجب معظم ضوء الشمس ويتسبب ذلك في ظهور الشمس وكأنها حلقة. يظهر الخسوف الحلقي على شكل كسوف جزئي فوق منطقة من الأرض يبلغ عرضها آلاف الكيلومترات.

## كسوفات أخري ذات الصلة

### كسوف الشمس 2087-2090
هذا الكسوف هو جزء من سلسلة فصل دراسي. يتكرر الكسوف في سلسلة فصل دراسي من الكسوف الشمسي كل 177 يومًا تقريبًا و 4 ساعات (فصل دراسي) في العقد المتناوبة من مدار القمر.
| 120 | كسوف الشمس في 2 مايو 2087 جزئي  | 125 | كسوف الشمس في 26 أكتوبر 2087 جزئي |
| 130 | كسوف الشمس في 21 أبريل 2088 كلي | 135 | كسوف الشمس في 14 أكتوبر 2088 حلقي |
| 140 | كسوف الشمس 10 أبريل 2089 حلقي   | 145 | كسوف الشمس في 4 أكتوبر 2089 كلي   |
| 150 | كسوف الشمس 31 مارس 2090 جزئي    | 155 | كسوف الشمس في 23 سبتمبر 2090 كلي  |

### ساروس 140
وهي جزء من دورة ساروس 140 تتكرر كل 18 سنة و 11 يوماً وتحتوي على 71 حدثاً. بدأت السلسلة بكسوف جزئي للشمس في 16 أبريل 1512. يحتوي على الكسوف الكلي من 21 يوليو 1656 حتى 9 نوفمبر 1836، والكسوف الهجين من 20 نوفمبر 1854 حتى 23 ديسمبر 1908، والكسوف الحلقي من 3 يناير 1927 حتى 7 ديسمبر 2485. تنتهي السلسلة في العضو 71 ككسوف جزئي في 1 يونيو 2774. كانت أطول مدة للإجمالي هي 4 دقائق و 10 ثوانٍ في 12 أغسطس 1692.
| يحدث أعضاء السلسلة 23-53 بين عامي 1901 و 2450: | يحدث أعضاء السلسلة 23-53 بين عامي 1901 و 2450: | يحدث أعضاء السلسلة 23-53 بين عامي 1901 و 2450: |
| 23                                             | 24                                             | 25                                             |
| ---------------------------------------------- | ---------------------------------------------- | ---------------------------------------------- |
| 23 ديسمبر 1908                                 | 3 يناير 1927                                   | 14 يناير 1945                                  |
| 26                                             | 27                                             | 28                                             |
| 25 يناير 1963                                  | 4 فبراير 1981                                  | 16 فبراير 1999                                 |
| 29                                             | 30                                             | 31                                             |
| 26 فبراير 2017                                 | 9 مارس 2035                                    | 20 مارس 2053                                   |
| 32                                             | 33                                             | 34                                             |
| 31 مارس 2071                                   | 10 أبريل 2089                                  | 23 أبريل 2107                                  |
| 35                                             | 36                                             | 37                                             |
| 3 مايو 2125                                    | 14 مايو 2143                                   | 25 مايو 2161                                   |
| 38                                             | 39                                             | 40                                             |
| 5 يونيو 2179                                   | 15 يونيو 2197                                  | 28 يونيو 2215                                  |
| 41                                             | 42                                             | 43                                             |
| 8 يوليو ، 2233                                 | 19 يوليو 2251                                  | 29 يوليو ، 2269                                |
| 44                                             | 45                                             | 46                                             |
| 10 أغسطس 2287                                  | 21 أغسطس 2305                                  | 1 سبتمبر 2323                                  |
| 47                                             | 48                                             | 49                                             |
| 12 سبتمبر 2341                                 | 23 سبتمبر 2359                                 | 3 أكتوبر 2377                                  |
| 50                                             | 51                                             | 52                                             |
| 14 أكتوبر 2395                                 | 25 أكتوبر 2413                                 | 5 نوفمبر 2431                                  |
| 53                                             |                                                |                                                |
| 15 نوفمبر 2449                                 |                                                |                                                |

### سلسلة تريتوس
هذا الكسوف هو جزء من دورة تريتوس يتكرر عند العقد المتناوبة كل 135 شهرًا متزامنًا (≈ 3986.63 يومًا، أو 11 عامًا ناقص شهر واحد). مظهره وخط طوله غير منتظمين بسبب نقص التزامهما مع الشهر غير الطبيعي (فترة الحضيض)، لكن التجمعات المكونة من 3 دورات تريتوس (33 عامًا ناقص 3 أشهر) تقترب (≈ 434.044 شهرًا غير طبيعي)، لذا فإن الكسوف متشابه في هذه التجمعات.
| أعضاء السلسلة بين عامي 1901 و 2100 | أعضاء السلسلة بين عامي 1901 و 2100 | أعضاء السلسلة بين عامي 1901 و 2100 | أعضاء السلسلة بين عامي 1901 و 2100 |
| ---------------------------------- | ---------------------------------- | ---------------------------------- | ---------------------------------- |
| 21 سبتمبر 1903 (ساروس 123)         | 21 أغسطس 1914 (ساروس 124)          | 20 يوليو 1925 (ساروس 125)          |                                    |
| 19 يونيو 1936 (ساروس 126)          | 20 مايو 1947 (ساروس 127)           | 19 أبريل 1958 (ساروس 128)          |                                    |
| 18 مارس 1969 (ساروس 129)           | 16 فبراير 1980 (ساروس 130)         | 15 يناير 1991 (ساروس 131)          |                                    |
| 14 ديسمبر 2001 (ساروس 132)         | 13 نوفمبر 2012 (ساروس 133)         | 14 أكتوبر 2023 (ساروس 134)         |                                    |
| 12 سبتمبر 2034 (ساروس 135)         | 12 أغسطس 2045 (ساروس 136)          | 12 يوليو 2056 (ساروس 137)          |                                    |
| 11 يونيو 2067 (ساروس 138)          | 11 مايو 2078 (ساروس 139)           | 10 أبريل 2089 (ساروس 140)          |                                    |
| 10 مارس 2100 (ساروس 141)           |                                    |                                    |                                    |